# Міна Грегорі
Міна Грегорі (італ. Mina Gregori; нар. 7 березня 1924, Кремона) — італійський мистецтвознавець, академік Лінсей (клас моральних наук), викладач історії сучасного мистецтва у Флоренційському університеті.
Учениця Роберто Лонгі, вона закінчила Болонський університет, щоб продовжити свою університетську кар'єру у Флоренції, куди її викладач переїхав, в ході якого він зміг здобути кафедру.
Серед його досліджень, перекладених у всьому світі, виділяються нариси та монографії про живопис на півночі Італії з XV-XVIII століття, зокрема Мікеланджело да Караваджо, якого природознавці Бреші вважають знавцем планетарної слави, Флорентинське сімнадцяте століття, що завдячує своїм творам справжнім відкриттям. Вона також мала справу з Джованні да Мілано та доповідями у чотирнадцятому столітті між Тосканою та Ломбардією.